# Lecsinel Jean-François
Lecsinel Jean-François (Cayena, Guayana Francesa, 2 de octubre de 1986) es un futbolista francés con nacionalidad haitiana. Juega de defensa actualmente sin club. Es internacional absoluto con la selección de Haití.

## Trayectoria
Lescinel se formó en las categorías inferiores del Paris Saint-Germain. En 2002 dio el salto al filial del Paris Saint-Germain donde estuvo hasta 2004. De 2004 a 2006 jugó en el filial del Sedan, lo que le valió para jugar en 2006 en Escocia con el Falkirk. De 2006 a 2009 jugó en el Guingamp y en 2008 debutó con la selección absoluta de Haití. En la temporada 2009/10 fichó por el inglés Swindon Town con el que se convirtió en jugador importante en el equipo. Después de la temporada 2010/11 donde el Swindon Town descendió a la League Two, ficha por el Sheffield United

## Selección nacional
Ha sido internacional con la Selección de fútbol de Haití, ha jugado 3 partidos internacionales.

## Clubes
| Club                                  | País       | Año       | Partidos jugados | Goles |
| ------------------------------------- | ---------- | --------- | ---------------- | ----- |
| Paris Saint-Germain Football Club "B" | Francia    | 2002-2004 | 02               | 00    |
| Club Sportif Sedan Ardennes "B"       | Francia    | 2004-2006 | 00               | 00    |
| Falkirk Football Club                 | Escocia    | 2006      | 09               | 00    |
| En Avant de Guingamp                  | Francia    | 2006-2009 | 31               | 00    |
| Swindon Town Football Club            | Inglaterra | 2009-2011 | 56               | 01    |
| Sheffield United Football Club        | Inglaterra | 2011-2013 | 25               | 00    |